# Ga Daebang
Ga Daebang (Tiếng Hàn: 대방역, Hanja: 大方驛) là ga trung chuyển cho Tàu điện ngầm vùng thủ đô Seoul tuyến 1 và Tuyến Sillim, trải dài qua Singil-dong, Yeongdeungpo-gu và Daebang-dong, Dongjak-gu, Seoul. Trước khi mở cửa Tuyến 5, nhà ga này phục vụ như liên kết chính giữa hệ thống Tàu điện ngầm Seoul và Yeouido, một khu vực thương mại nổi tiếng tại Seoul. Những nơi khác nổi tiếng trong vùng xung quanh nhà ga bao gồm Công viên Noryangjin và Văn phòng nhân sự luật sư Seoul, mặc dù sau này nó gần với Ga Boramae trên Tuyến 7.

## Lịch sử
- 15 tháng 8 năm 1974: Khai trương
- 1 tháng 12 năm 2009: Loại bỏ nhà ga bán vé đường sắt
- Năm 2011: Bắt đầu vận hành cửa chắn sân ga
- 28 tháng 5 năm 2022: Trở thành ga trung chuyển với việc khai trương Tuyến Sillim

## Bố trí ga

### Tuyến số 1 (2F)
| ↑ Noryangjin     |
| \| ３２ \| \| １ |
| Singil ↓         |

| 1 | ●Tuyến 1 | Tốc hành            | → Hướng đi Dongincheon →                                       |
| 2 | ●Tuyến 1 | Tốc hành            | ← Hướng đi Yongsan                                             |
| 3 | ●Tuyến 1 | Địa phương·Tốc hành | → Hướng đi Guro · Incheon · Seodongtan · Cheonan · Sinchang →  |
| 4 | ●Tuyến 1 | Địa phương·Tốc hành | ← Hướng đi Yongsan · Đại học Kwangwoon · Uijeongbu · Yeoncheon |

### Tuyến Sillim (B4F)
| Saetgang ↑                                        |
| \| N/B                                            |
| ↓ Cơ quan Quản lý Nhân lực Quân đội khu vực Seoul |

| Hướng Bắc | ● Tuyến Sillim | ← Hướng đi Saetgang                                          |
| Hướng Nam | ● Tuyến Sillim | → Hướng đi Boramae · Sillim · SNU Venture Town · Gwanaksan → |

## Xung quanh nhà ga
Các địa điểm sau có thể truy cập từ lối ra của nhà ga này được liệt kê như sau
| Lối ra \| 나가는 곳 \| Exit \| 出口 | Lối ra \| 나가는 곳 \| Exit \| 出口 |
| ----------------------------------- | --- |
| 1                                   | Trung Tâm Bảo Hành Xe Hyundai |
| 2                                   | Trung tâm chăm sóc trẻ em phường Woori Hyundai APT Daebang ePyeonghansesang APT Công viên lân cận Noryangjin |
| 3                                   | Gyeongnam Honorsville APT Trường tiểu học Seoul Singil Trung tâm thương mại dành cho phụ nữ Seoul Trung tâm phúc lợi xã hội Daebang Trường trung học nữ sinh Soongui |
| 4                                   | Khách sạn Không quân Hội trường Hải quân Cơ quan quản lý nhân lực quân sự khu vực Seoul |
| 5                                   | Công viên sinh thái Yeouido Saetgang |
| 6                                   | Khu vực Singil Bệnh viện Sungae Bãi đỗ xe ngầm số 3 Gyeongbu Khách sạn không quân Hội trường Hải quân Văn phòng Quân vụ Seoul |
| 7                                   | Công viên sinh thái Yeouido Saetgang Trung tâm an toàn Yeouido 119 Yeouido Xi APT Miseong APT Trường trung học Yoonjung Trường tiểu học Yoonjung Tổng công ty thông tin cơ sở hạ tầng và đất đai Hàn Quốc Toà nhà phụ của KBS Công viên Ankara Đại sứ quán Indonesia Trung tâm 50 Plus Yeongdeungpo Trung tâm Dịch vụ Cộng đồng Yeouido-dong Tòa nhà 63 Đại học Công giáo Hàn Quốc Bệnh viện Yeouido St. Mary Lotte Castle APT Trụ sở Etoday |

## Hình ảnh

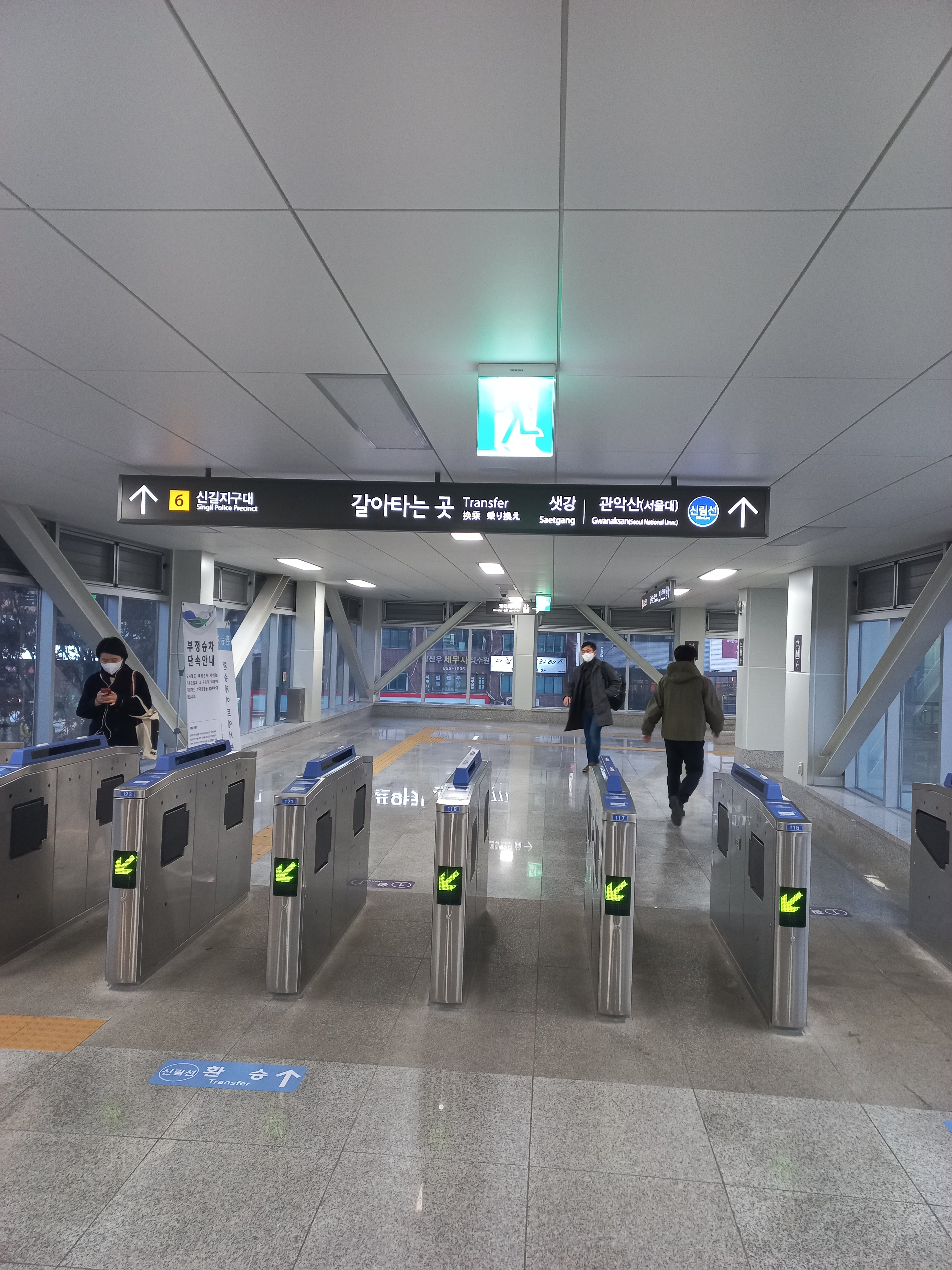
Lối đi chuyển tuyến
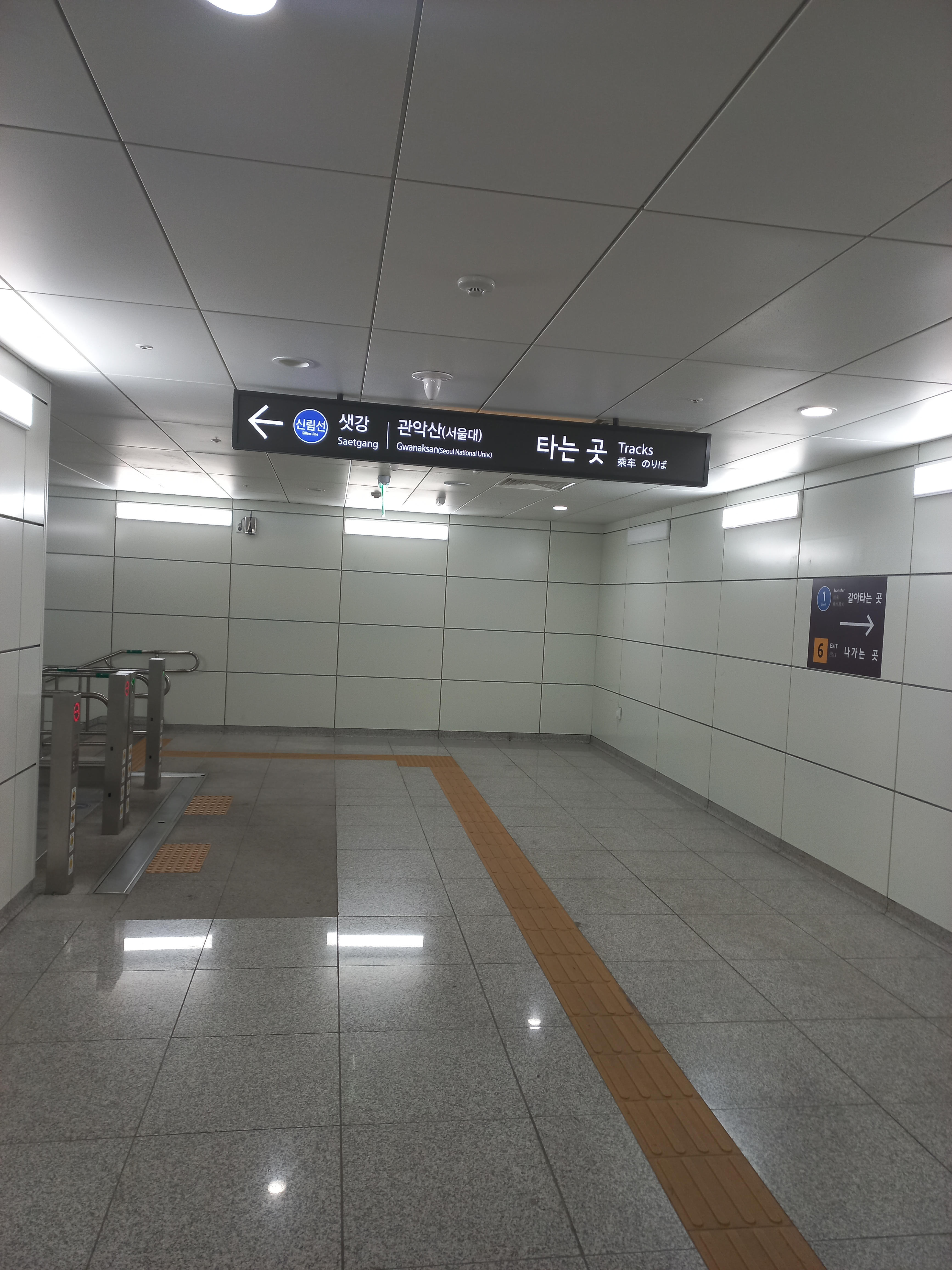
Lối đi chuyển tuyến 2
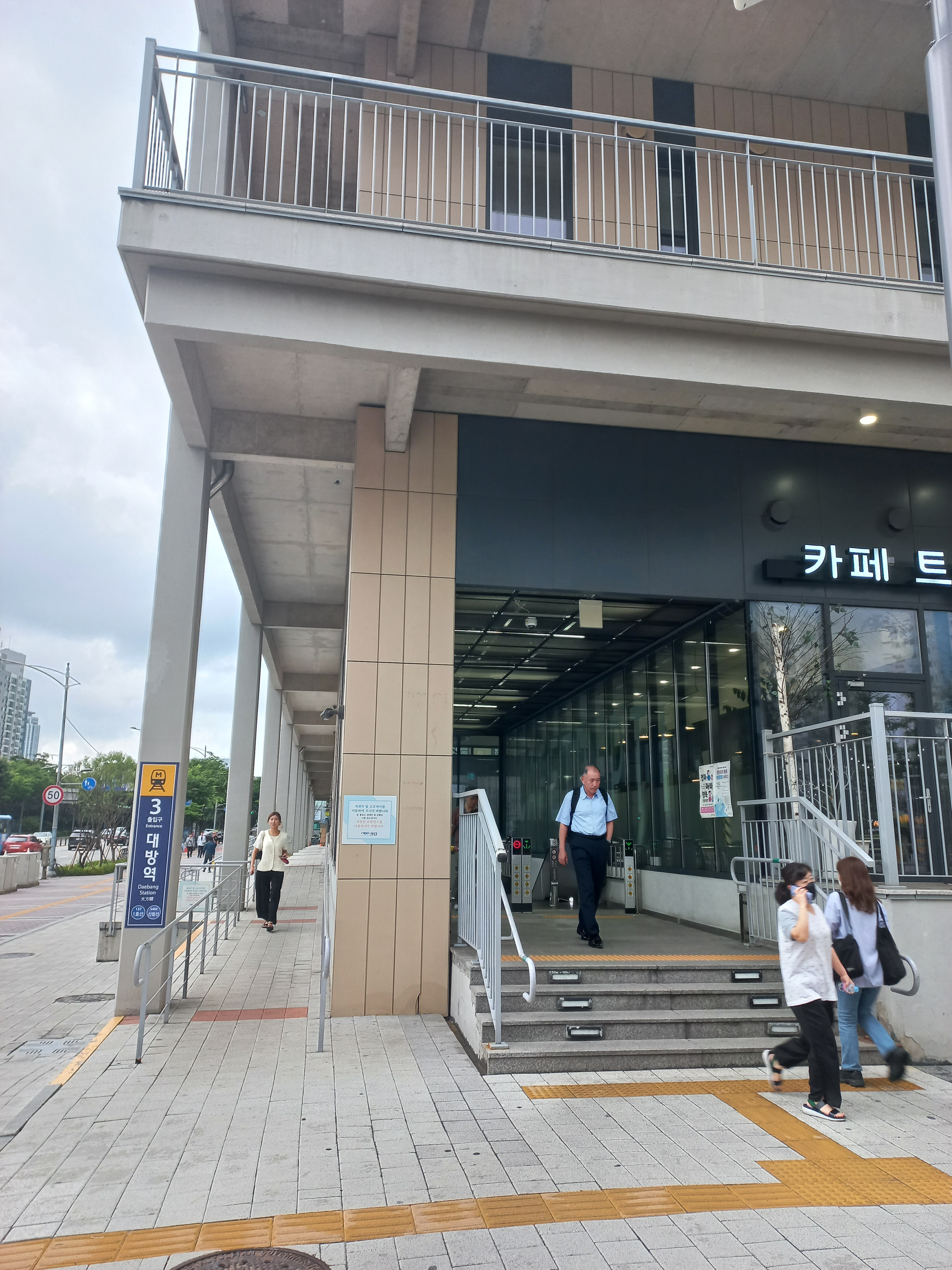
Lối ra 3